# Liberty Avenue (Pittsburgh)
Pour les articles homonymes, voir Liberty Avenue.

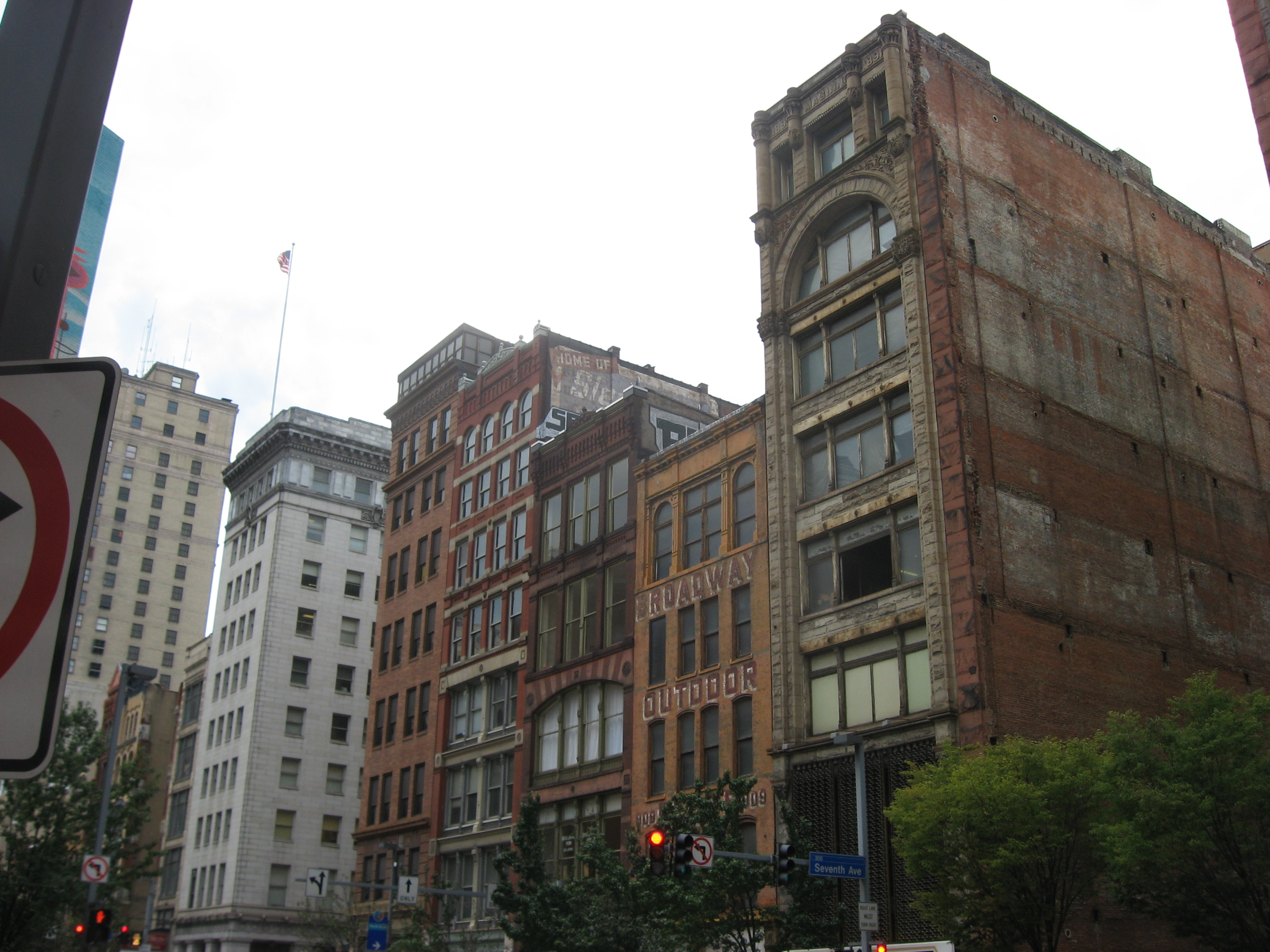
Buildings de Liberty Avenue

Liberty Avenue est une rue de la ville de Pittsburgh, dans l'État de Pennsylvanie, aux États-Unis. Elle débute dans le centre de Pittsburgh, traverse les quartiers de Strip District, de Bloomfield, et se termine à Shadyside, à l'intersection de Centre Avenue et Aiken Avenue.